# 왕룽일가
《왕룽일가》는 KBS 2TV에서 1989년 2월 8일부터 1989년 4월 27일까지 방영된 한국방송공사 수목 미니시리즈 작품이었다.

## 개요
해당 드라마 작품은 물질과 의식의 양면에서 무방비 상태로 노출된 도시 시가 문화와 농촌 시골 문화의 어색한 공존 지대인 서울 은평구 외곽(경기도 고양군 원당면 도내리)을 무대로, 급속히 밀려드는 도시 시가 문화의 충격을 제대로 수용하지 못하고 살아가는 그저 평범한 사람들의 보편적인 체험을 통해서 의식의 변화와 삶의 변질 과정, 그리고 이 시대의 문제점을 진단해 보는 것이 주요 내용이었다.

## 등장 인물

### 왕룽 일가
- 박인환 : 왕룽(왕학룡) 역

경기도 고양 원당면 도내리 외곽 마을 지역구의 변두리 벽촌동네 3대 유지 가운데 일원
- 김영옥 : 오란(오은란) 역

왕룽 아내
- 배종옥 : 왕미애 역

왕룽 내외의 딸
- 김성일 : 고상혁 역

미애 남편

#### 왕룽 일가 사돈댁
- 윤덕용 : 치벽의 맏자형(고창완) 역

고상혁의 서울 마포구 아현동 사는 작은할아버지(서울 마포 만리덕수상회 대표 고 영감 - 고창완 내외의 아들 고승배는 고상혁의 5촌 종숙부)이자 골수 부끄럼 없는 남자 직물 사업가였던 故 강차돌 氏의 맏사위.
- 유명순 : 치벽의 맏누나(강득순) 역

고상혁의 서울 마포구 아현동 사는 작은할머니(서울 마포 만리덕수상회 마님 강 여사)로 골수 무치 직물공이자 불굴의 남자 직물 사업가였던 故 강차돌 氏의 맏딸. 강장빈과 강치벽의 누나이고, 바로 밑에 여동생은 강상화(누이동생 강상화의 부군은, 그 시댁 선친이 지난 정축년도부터 팔일오 을유광복 이듬해 병술년도까지 9년간을 경기도 김포 읍내 만두 가게 사업주의 머슴(이미 일제 시대 시절에 도장 공업 기술 독학하여 머슴 겸 도장공)이자 도장공 출신의 훗날 김포 영세업 도장공이었던, 하세(병사)한 후 유해를 모두 화장하여 모두 경기 강화 앞바다 해중에 뿌린 도장공 아버지(故 용학삼)와 나전칠기공 어머니(故 편동향)의 아들인 김포 뽀엘라 수리업체 대표 정비공 용칠봉 氏).
- 김동수 :  고창완의 친손(고형수) 역 - 고상혁의 서울 마포구 아현동 사는 6촌 남동생(재종제)이고 만17세 실업계 서울 종로 경기 상고 2학년(고창완 내외의 아들인 고승배 부부의 아들)
  - 조용태 :  초등6년짜리 만12세 어린 시절의 고형수 역
- 강만희 : 득순의 남동생(강치벽) 역

고창완의 인천 북성동 사는 막내 손아랫처남 강씨. 그(강치벽)의 선친(故 강차돌)은 순전히 어깨너머 수공업 공부로써 불굴의 남자 직물공(織物工)은 물론 직물 사업체(織物 事業體)의 대표이사(代表理事)가 되었었던 소문난 괴짜 자수성가(自手成家)의 전설(傳說)이자 신화(神話)였던 골수 무치(骨髓 無恥)의 남자 직물 사업가. 그(강치벽-차경엽 부부)의 슬하 1남 1녀(맏딸(강일숙)과 막내아들(강기섭)이라는 둘.)는 인천 부평 원도심지에 있는 강치벽의 바로 위의 큰형님(강장빈) 내외 댁에서 각각 중학교와 초등학교를 다님.
- 성병숙 : 치벽이의 아내(차경엽) 역

고창완의 인천 북성동 사는 막내 손아랫처남댁 차 여사. 경기도 용인 기흥면 기흥리 땅부잣집(토호댁)의 여식으로 태어난 인천 북성동의 용인댁 차씨. 그녀(차경엽)의 13년 전에 하세한 친정 외할머니(故 송창곤 氏를 상배한 21년간의 과부 충남 천안댁 故 상일춘)는 셋째 이모(이모 송주란-이모부 갈준호 내외 - 슬하 1남 2녀(맏아들 갈병삼, 맏딸 갈숙희, 막내딸 갈진수)를 둠.)가 경기도 평택 고덕면 해창리 시댁 분가에서 임종할때까지 친정어머니인 외할머니를 모시고 지냄.

#### 왕룽 일가 사돈댁의 얽어진 먼 사돈 가운데 강치벽의 처갓댁 처척 관련
- 곽경환 : 경엽의 친정 외갓댁 외숙부(송묵룡) 역

경기도 평택의 농사꾼 집안의 외동아들 되는 경기 수원 장안공구점 대표(전직 농사꾼 출신의 중장비 수리공). 차 여사(차경엽)의 경기도 수원 장안구 연무동 사는 하나뿐인 친정 외가친척 외삼촌(차경엽 여사의 친정엄마 송덕숙 여사(차경엽의 6년 전에 하세한 친정아빠 故 차철섭 氏의 미망인 송덕숙 氏)의 친정 동생들 중의 하나뿐인 남동생 및 막내 막둥이)이자 1남 2녀(3남매)의 아버지 송씨(송묵룡). 경기도 평택 오성면 양교리 부농가 송씨 집안의 막내 외동 아들 송씨(송묵룡)는 청년 시절에는 만19세가 되던 해에 서울공고를 졸업하였으며 애초에 1남 1녀(맏딸(송은숙)과 막내아들(송홍남)이라는 둘.)를 얻은 초배 부인 경기 화성댁 故 유원기 여사를 병으로 인하여 사별(상배)한 후 1년 지나더니 17년 연하의 계배 부인 충북 제천댁 안다림 여사와 재혼 후 농사를 접고 나서는 계배·두 남매 등을 모두 데리고 이사 떠난 수원으로 건너가서 신규 사업으로 공구점을 개업하면서 1녀(막내딸 송경옥)를 더 얻음.)
- 안옥희 : 경엽의 친정 외갓댁 외숙모(안다림) 역

경기도 평택의 농사꾼 집안의 외며느리 되는 수원시의 장안구의 공구점 안주인 충북 제천댁. 차 여사(차경엽)의 경기도 수원 장안구 연무동 사는 하나뿐인 친정 외가친척 외삼촌(송묵룡)의 재혼 계배 부인(충청북도 제천 금성면 양화리 부농가 안씨 집안의 3남 2녀 중 막내 여식 안다림 여사).
- 정승현 : 제천댁의 친정 배다른 막내 삼촌(안건욱) 역

인천 북성동의 용인댁 차 여사(차경엽)의 경기도 수원 장안구 연무동 사는 하나뿐인 친정 외가친척 외삼촌(송묵룡)의 충북 제천 사는 재혼 계배 막내 배다른 처숙부. 조카사위(송묵룡)보다 나이 세살 어린 그(안건욱)는 충청북도 제천 금성면 양화리 부농가 안씨 집안의 막내 자제.
- 김진구 : 제천댁의 친정 배다른 막내 숙모 고창댁(옹구자) 역

인천 북성동의 용인댁 차 여사(차경엽)의 경기도 수원 장안구 연무동 사는 하나뿐인 친정 외가친척 막내 외삼촌(송묵룡)의 충북 제천 사는 재혼 계배 막내 배다른 처숙모 고창댁(전라북도 고창 부안면 송현리 부농가 옹씨 집안의 2남 3녀 중 차녀(둘째 여식)이자 넷째(5남매 중 넷째)인 옹구자 여사이고 부군 안건욱 氏보다 8년 연하녀).
- 김진해 : 안건욱의 첫째 손윗처남(옹학걸) 역

경기도 수원 장안구 연무동 사는 공구점 대표 점장(송묵룡)의 충북 제천 사는 재혼 계배 막내 처숙부(안건욱)의 나이 두살 어린 첫째 손윗처남. 전북 고창 사는 그(옹학걸)는 전라북도 고창 부안면 송현리 부농가 옹씨 집안의 오남매 가운데 맏자제.

### 홍씨네
- 이원종 : 홍씨(홍증욱) 역

왕룽과 이수처럼 경기도 고양 원당면 도내리 외곽 마을 지역구의 변두리 벽촌동네 3대 유지 가운데 일원
- 박혜숙 : 은실네 양 여사(양일숙) 역

홍씨의 처
- 박현숙 : 홍은실 역

홍씨 내외의 딸

#### 홍씨네에서 하숙하는 자취방 하숙생
- 최주봉 : 쿠웨이트 박(박동필) 역

자취방 만년(?) 하숙생

### 이수네
- 장항선 : 이수(이씨) 역

동익 아버지, 그도 왕룽과 홍씨처럼 경기도 고양 원당면 도내리 외곽 마을 지역구의 변두리 벽촌동네 3대 유지 가운데 일원
- 최선자 : 이수 처 최 여사(최선옥) 역

동익 어머니
- 이효정 : 이동익 역

이수 부부의 아들

#### 이수네 친인척
- 최정훈 : 최은재 역

이수의 인천 제물포 송도 원도심지 사는 손윗처남 최씨
- 안영주 : 구현자 역

이수의 인천 제물포 송도 원도심지 사는 손윗처남댁 구 여사

### 석구네
- 선동혁 : 민석구 역
- 조민수 : 서울댁(배점숙) 역
  - 이수연 :  초등5년짜리 만11세 어린 시절의 배점숙 역
- 김기웅 : 민우 역

민석구 부부의 만8세 초등2년짜리 아들
- 전무송 : 민석구 부 민 영감(민양택) 역

석구 아범
- 김영애 : 민석구 모 한 여사(한장숙) 역

양택 처 한씨

#### 석구네 외갓댁 친척
- 김석옥 : 한재완(상보네) 역

석구의 큰 이모 한씨
- 윤문식 : 정은동 역

석구의 큰 이모부 정 영감
- 최석구 : 정상보 역

석구의 외가친척 이종제(정은동 부부의 슬하 2남 2녀 중 막내아들)

#### 석구네 외갓댁 인척 및 사돈
- 민지환 : 한복수(한 영감) 역

석구의 배다른 막내 작은외할아버지
- 김주영 : 성태갑(성 서방) 역

한복수 내외의 맏사위(외동사위)
- 신용규 : 한용래 역

한복수 내외의 슬하 2남 1녀 중 차남(둘째아들)이자 막내아들 - 성 서방의 막내 손아랫처남(민석구와 정상보의 나이 어린 5촌 외종숙)
- 권성덕 : 나기원 역

한복수의 손윗처남 나 영감(한용래의 큰 외숙부)
- 황범식 : 나창손 역

나기원 내외의 슬하 2남 2녀 중 차남(둘째아들)이자 셋째(한복수의 처조카)
- 연운경 : 지해숙 역

나기원 내외의 차자부(둘째며느리)
- 전미선 : 나선일 역

나창손 내외의 슬하 2녀 중 장녀(인문계 여고 2학년짜리 만17세)
- 문수인 : 나일규 역

나창손 내외의 슬하 2녀 중 차녀(초등6학년짜리 만12세)
- 최정화 :  허원자 역

석구 큰이모댁네 정은동 부부의 맏딸 내외가 슬하 1남 2녀 중 막내딸 득녀로 얻은 정은동 내외의 초등3학년짜리 만9세 외손녀(민석구 외척 이종제 정상보의 생질녀)

#### 석구네 처갓댁 인척
- 봉혜선 : 신기학 역

서울댁의 친정 어머니 신 여사(상배 과부 신씨)
- 서영진 : 배옥춘 역 - 서울댁의 친정 오빠
  - 김정환 : 인문계 남고교1학년짜리 만16세 어린 시절의 배옥춘 역
- 홍영자 : 여 여사(여대준) 역

서울댁의 친정 올케 언니 여씨
- 이대로 : 신 영감(신기주) 역

서울댁의 친정 큰 외숙부
- 신원균 : 여길업 역

여대준(서울댁의 친정 올케 언니 여 여사)의 친정 막내 남동생
- 김기현 : 배내방 역

서울댁의 친정 삼촌
- 김경애 : 소영섭 역

서울댁의 친정 숙모 소씨(경기도 김포 월곶면 고양리 친정댁 슬하 3남 3녀 중 장녀이자 셋째)
- 홍성숙 : 배덕자 역

배내방 부부의 슬하 1남 2녀 중 만17세 맏딸(서울댁의 인문계 여고2학년짜리 친정 사촌 누이동생)
- 정요숙 : 배귀자 역

배내방 부부의 슬하 1남 2녀 중 만13세 둘째딸(서울댁의 여중1학년짜리 친정 사촌 누이동생)
- 조현철 : 배동탁 역

배내방 부부의 슬하 1남 2녀 중 늦게 얻은 늦둥이 만9세 막내아들(서울댁의 초등3학년짜리 친정 막내 사촌 남동생)
- 김하림 : 소재진 역

소영섭(서울댁의 친정 숙모 소 여사)의 경기도 김포 월곶면 고양리 사는 51세(만50세) 친정 첫째 큰오빠(3남 3녀 중 장남)
- 오욱철 : 소대원 역

소영섭(서울댁의 친정 숙모 소 여사)의 경기도 김포 월곶면 고양리 사는 31세(만30세)의 친정 조카(소영섭 여사 친정 큰오빠 소재진 내외의 슬하 2남 2녀 중 장남이자 첫째)
- 원미연 :  하대숙(경상남도 진주댁) 역

소대원의 처(경남 진주 부농가 여식으로 토끼띠 만26세)
- 김영배 : 소성출 역

소영섭(서울댁의 친정 숙모 소 여사)의 경기도 김포 월곶면 고양리 사는 29세(만28세)의 친정 조카(소영섭 여사 친정 큰오빠 소재진 내외의 슬하 2남 2녀 중 차남이자 둘째)
- 한명숙 :  장예숙(충청남도 홍성댁) 역

소성출의 처(충남 홍성 부농가 여식으로 원숭이띠 만21세)
- 김태진 : 태홍치 역

소재진(서울댁의 친정 숙모 소영섭 여사 친정 큰오빠) 내외의 경기도 성남 분당구 판교동 사는 6세(만5세)짜리 외손(소재진 내외의 슬하 2남 2녀 중 장녀 부부가 맏아들 득남으로 얻은 슬하 1남 1녀 중 첫째)
- 김관기 : 소생원 역

소영섭(서울댁의 친정 숙모 소 여사)의 경기도 김포 월곶면 고양리 사는 실업계 서울 종로 경기 상고 2학년짜리 만17세 친정 조카(소영섭 여사 친정 둘째 오빠 소재태 부부의 슬하 1남 2녀 중 둘째이자 외동아들)
- 박철호 : 소재환 역

소영섭(서울댁의 친정 숙모 소 여사)의 경기도 김포 월곶면 고양리 사는 30세(만29세)의 친정 막내 배다른 남동생(3남 3녀 중 막내)

## 수상
- 1989년 KBS 연기대상 우수상 박인환 인기상 최주봉 박혜숙

## 참고 사항
- 출연진 중의 한 명이었던 전무송과 조연출 중의 한 명인 김종선 PD는 KBS 1TV 태조 왕건에서 연기자(전무송)-연출자(김종선)로 재회했는데[1] 장항선(이수 역), 최주봉(쿠웨이트 박 역)은 이 작품에서 왕건의 작은아버지 왕평달(장항선)[2] 이흔암(최주봉)[3] 역으로 출연했다.
- 조연출 중의 한 명이었던 김종선씨는 97년 7월 12일부터 10월 5일까지 9시 주말극으로 방영된 KBS 2TV 전설의 고향 4화 '씨내리'(7월 20일), 5화 '가는이 고개'(7월 26일)의 담당 PD였는데 배종옥(미애 역)이 나온 SBS 이웃집 여자[4]와 경쟁한 바 있었다.
- 김성일(미애 남편 역)은 조연출 중의 한 명이었던 김종선 PD가 연출을 맡은 KBS 1TV 태조 왕건에서 오씨 역[5]으로 나온 염정아와 함께 KBS 2TV 일일극 좋은 남자 좋은 여자에서 공연[6] 한 바 있었다.
- 배종옥(미애 역)이 나온 SBS 이웃집 여자 출연진에 속했던 김보연[7] 은 조연출 중의 한 명인 김종선 PD와 함께 KBS 2TV 엄마는 출장중에서 연기자(김보연)-연출자(김종선)로 호흡을 맞췄는데 이 드라마 또다른 출연진에 속한 장서희[8]는 이웃집 여자 후반부 때 경쟁했던 KBS 2TV 아씨 출연진 중 한 명(수만의 아내 미순 역)이었고 엄마는 출장중 또다른 출연진에 속했던 안정훈은 아씨가 막판에 8시 주말극으로 방영될 당시 봉구 역으로 중도합류한 바 있었다.
- 조민수(서울댁 역)가 나온 드라마 중에 SBS 불꽃이 있는데 이 작품에서 박지현 역을 맡았던 이영애는 해당 작품 캐스팅으로 KBS 1TV 태조 왕건 캐스팅 제의를 고사했고[9] 이 드라마의 담당 PD 김종선씨는 <왕룽일가> 조연출 중의 한 명이었는데 불꽃에서 지현 부 역으로 나온 백일섭은 김종선 PD가 조연출로 참여한 KBS 2TV 꼬치미 출연진에[10] 속했다.
- 배종옥(미애 역), 박혜숙(은실네 역) 등은 해당 작품의 전작 훠어이 훠어이에서 홍길동 역을 맡았던 강남길과 함께 KBS 2TV 일일극 원지동 블루스에서 호흡을 맞췄으며[11] 이 드라마 후속작인 오늘은 남동풍의 작가 박정주씨는 훠어이 훠어이 출연진에 속한 천호진 박규채 등이 나온 KBS 2TV 8부작 수목 미니시리즈 숨은 그림 찾기의 집필자였다.